# Championnat d'Algérie de football de deuxième division 1979-1980
 (août 2020).
Si vous disposez d'ouvrages ou d'articles de référence ou si vous connaissez des sites web de qualité traitant du thème abordé ici, merci de compléter l'article en donnant les références utiles à sa vérifiabilité et en les liant à la section « Notes et références ».
Navigation
National II
1978-1979 National II 
1980-1981
La saison 1979-1980 de National II est la 17e du championnat d'Algérie de seconde division. Deux groupes de 16 clubs composent le championnat.

## Classements finaux
Le classement est établi sur le barème de points suivant : une victoire vaut 3 points, un match nul 2 point et une défaite 1 point.

### Groupe Centre-Ouest
| Rang | Équipe            | Pts | J | G | N | P | Bp | Bc | Diff |
| ---- | ----------------- | --- | - | - | - | - | -- | -- | ---- |
| 1    | ESM Bel-Abbès P   |     |   |   |   |   |    |    |      |
| 2    | NT Tlemcen P      |     |   |   |   |   |    |    |      |
| 3    | MB Saïda P        |     |   |   |   |   |    |    |      |
| 4    | WA Boufarik P     |     |   |   |   |   |    |    |      |
| 5    | SR El Khemis P    |     |   |   |   |   |    |    |      |
| 6    | OS Tiaret P       |     |   |   |   |   |    |    |      |
| 7    | IRB Relizane P    |     |   |   |   |   |    |    |      |
| 8    | ESOM Mostaganem P |     |   |   |   |   |    |    |      |
| 9    | CCB Sig P         |     |   |   |   |   |    |    |      |
| 10   | ARB Arbâa P       |     |   |   |   |   |    |    |      |
| 11   | O Médéa P         |     |   |   |   |   |    |    |      |
| 12   | IRB Sougueur P    |     |   |   |   |   |    |    |      |

Promotions et relégations
- Montée en Division 1 1980-1981
- Maintenue en Division 2 1980-1981
- Relégation en Inter-Wilayas D3 1980-1981

Abréviations
R : Relégué de Division 1 1978-1979

P : Maintenue de Division 2 1978-1979

### Groupe Centre-Est
Le classement final du groupe Centre-Est de Nationale II 1979-1980 est :
| Rang | Équipe           | Pts | J  | G | N  | P  | Bp | Bc | Diff |
| ---- | ---------------- | --- | -- | - | -- | -- | -- | -- | ---- |
| 1    | WKF Collo P      | 49  | 22 | 9 | 9  | 4  | 26 | 23 | +3   |
| 2    | CM Constantine R | 47  | 22 | 8 | 9  | 5  | 29 | 19 | +10  |
| 3    | NRB Khroub P     | 47  | 22 | 9 | 8  | 5  | 24 | 18 | +6   |
| 4    | MB Skikda P      | 45  | 22 | 8 | 7  | 7  | 21 | 19 | +2   |
| 5    | USC Aïn Béïda P  | 44  | 22 | 9 | 4  | 9  | 26 | 30 | -4   |
| 6    | IR Tidjara P     | 44  | 22 | 7 | 8  | 7  | 26 | 29 | -3   |
| 7    | IRB Madania P    | 43  | 22 | 5 | 11 | 6  | 27 | 23 | +4   |
| 8    | JS Jijel P       | 43  | 22 | 8 | 5  | 9  | 26 | 29 | -3   |
| 9    | IRB Khenchela P  | 43  | 22 | 5 | 11 | 6  | 18 | 21 | -3   |
| 10   | ARB El Harrach P | 42  | 22 | 7 | 6  | 9  | 27 | 31 | -4   |
| 11   | AM Aïn M'lila P  | 42  | 22 | 6 | 8  | 8  | 19 | 28 | -9   |
| 12   | WA Rouiba P      | 39  | 22 | 5 | 7  | 10 | 28 | 31 | -3   |

Promotions et relégations
- Montée en Division 1 1980-1981
- Maintenue en Division 2 1980-1981
- Relégation en Inter-Wilayas D3 1980-1981

Abréviations
R : Relégué de Division 1 1978-1979

P : Maintenue de Division 2 1978-1979